# بو جديان
بو جديان هي قرية مغربية شمال المملكة. تنتمي بو جديان لإقليم العرائش الساحلي. تضم هذه القرية 12.161 نسمة (إحصاء 2004).

## دواوير الجماعة القروية
- الغراف
- الصف
- تيسملال
- عين قصاب
- عين اليمن
- عين مامون